# Fontaine de la Halle aux Blés

La fuente Halle aux Blés se encuentra en la parte inferior de la Columna de los Médici, también llamada Columna Astronómica, cerca de la Bourse de Commerce, rue de Viarmes en el I Distrito de París.

## Histórico
La columna del observatorio astronómico 31 mètres fue construida en 1575 a petición de Catalina de Médici por el arquitecto Jean Bullant. Situado en un patio interior, formaba parte del Hôtel de la Reine, la residencia de la reina Catalina de Médici y sirvió como observatorio para su astrónomo y astrólogo Cosimo Ruggieri. Tras su muerte en 1615 la columna astronómica perdió su utilidad. Después de la muerte de la Reina, el Hôtel con su columna fue vendido en 1601 a la hermana de Henri IV y luego a Charles de Soissons para convertirse en el Hôtel de Soissons.
Escapando por poco de la destrucción durante la venta y demolición del Hôtel de Soissons en 1748, fue adquirido por la ciudad de París en 1755. Una fuente y un reloj de sol se instalaron en 1767 durante la construcción del primer Halle aux Blés en el sitio del antiguo Hôtel de Soissons.
El Halle aux Blés fue construido entre 1763 y 1766 bajo M. de Viarmes por el arquitecto Nicolas Le Camus de Mézières . Cuando se construyó el Halle aux Blés, la columna se salvó y se integró en la pared circular del edificio. Se transformó en fuente pública con un simple grifo colocado en su base. La conservación de la columna se debe a la acción del ciudadano Louis Petit de Bachaumont que la adquirió por 800 libras y la vendió a la ciudad de París con la única condición de que no fuera demolida.
La Halle aux Blés sufrió dos incendios en 1802 y 1854 antes de ser transformada en la Bolsa de comercio de París en 1889 por el arquitecto Henri Blondel.

## Descripción
En la base de la Columna de los Médici, debajo de la cartela con una inscripción en latín, se integró en la piedra un grifo para distribuir agua al público. El agua que alimentaba la fuente procedía de las bombas de Notre-Dame y Chaillot. En la actualidad, la pila que recibe el agua de la fuente y el grifo han desaparecido de la vista del público, ocultos por una puerta en cuyo metal está grabada una fecha MDCCCXII (1812): este es el año de la renovación de la columna, después de su segundo incendio. Los trabajos de reconstrucción, entre 1806 y 1811, fueron confiados al arquitecto François-Joseph Bélanger.

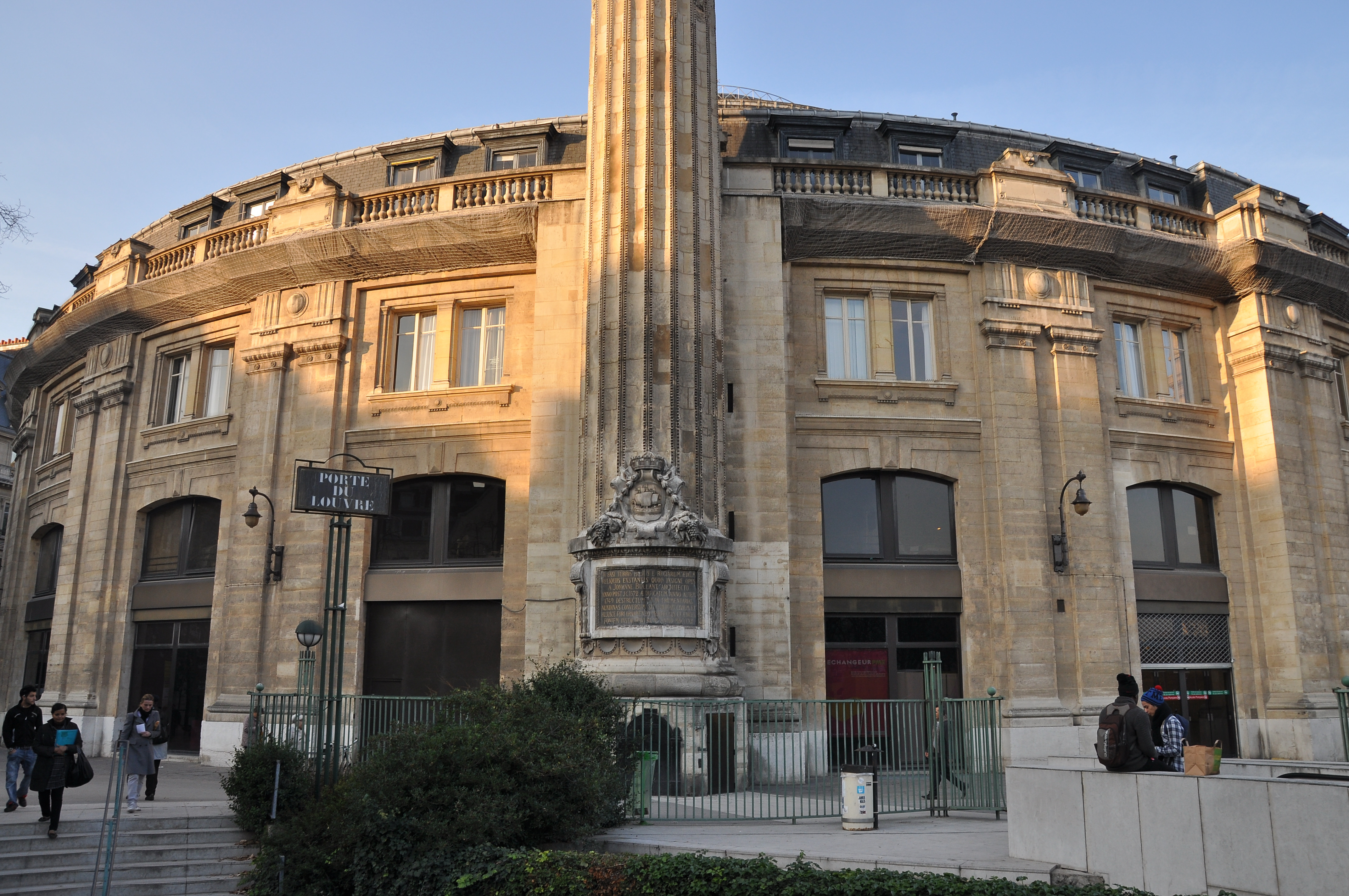
Descripción general de la bolsa de comercio.
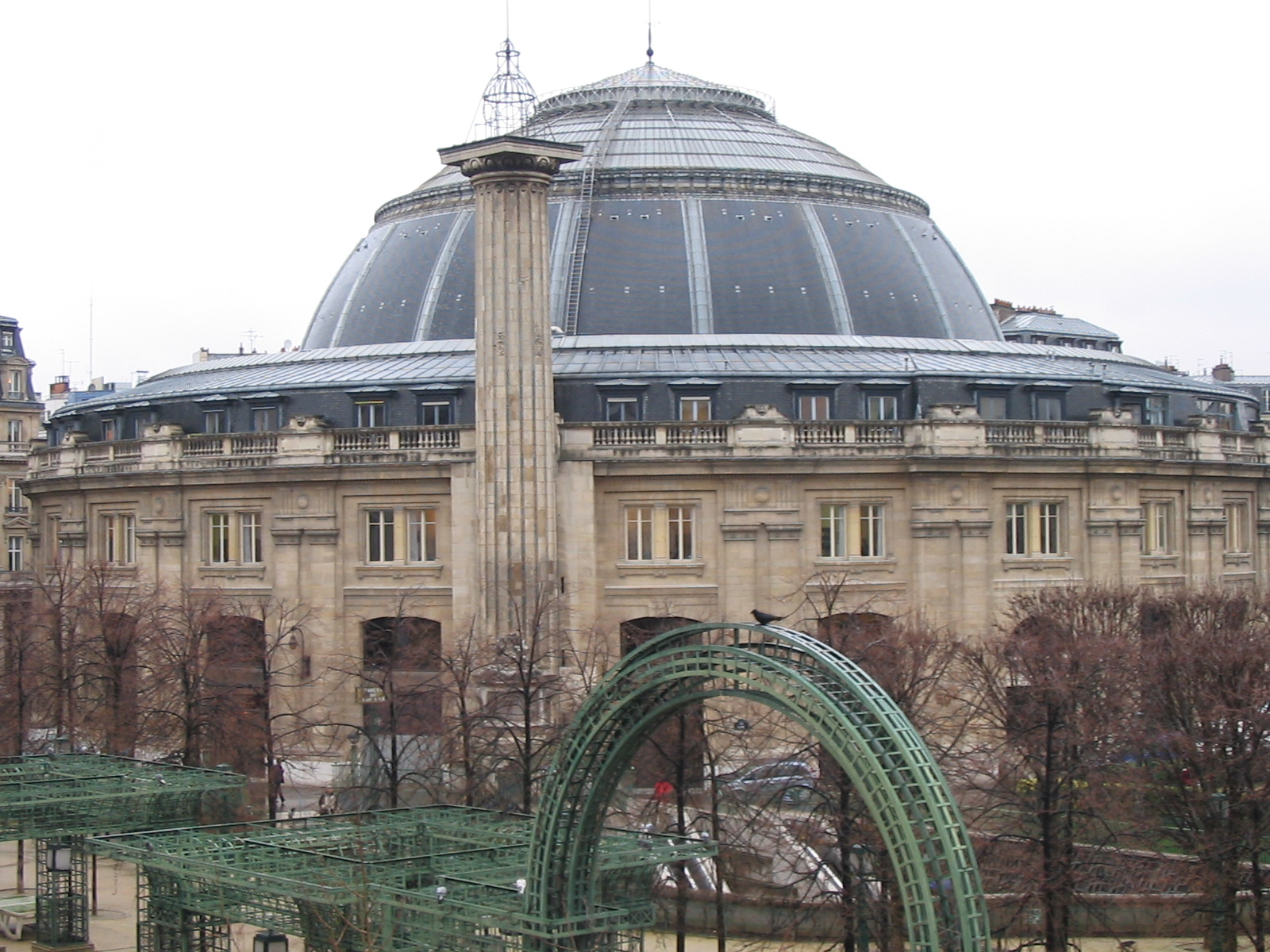
Bolsa y Columna Médici
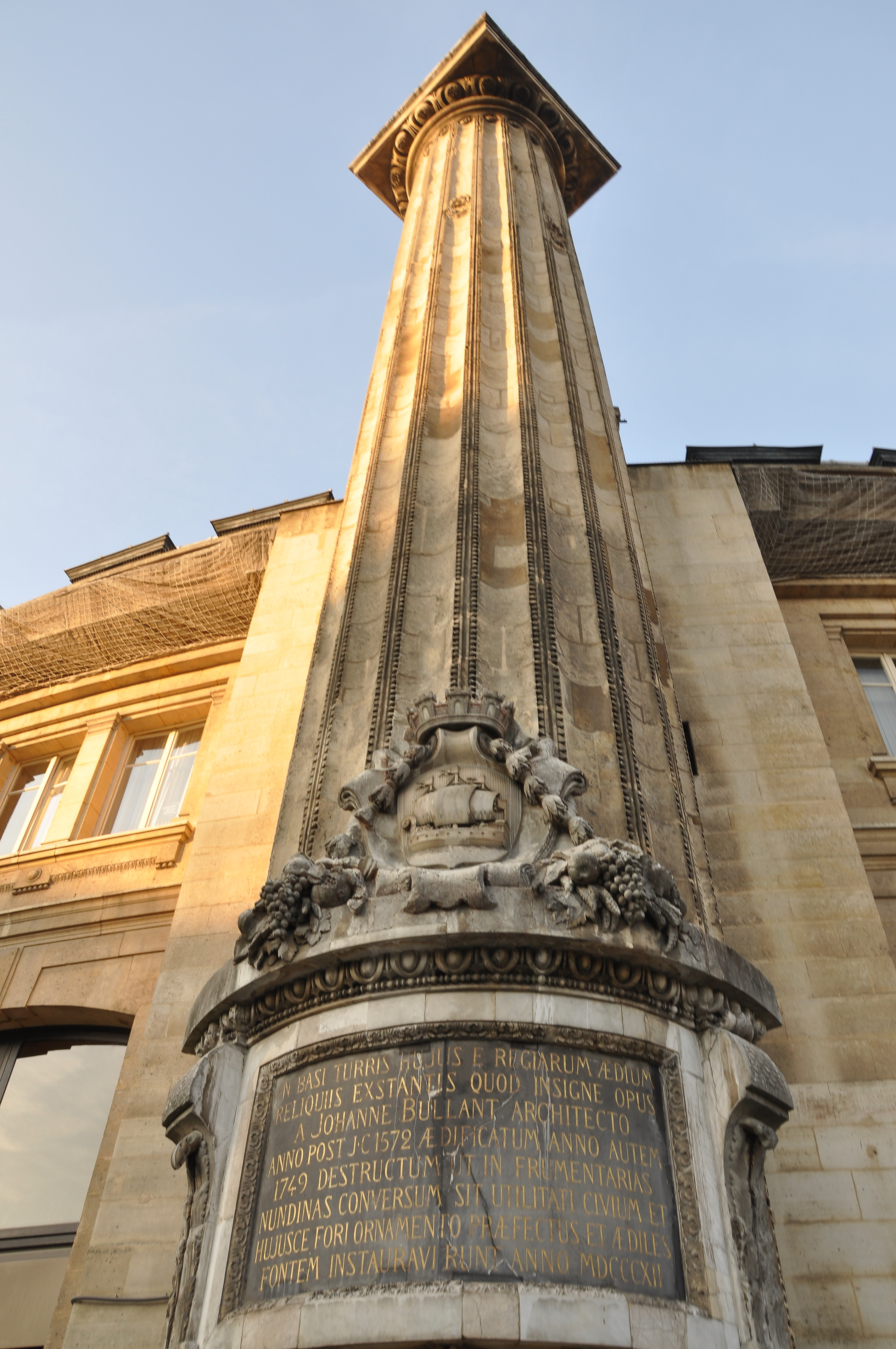
Vista de la Columna de los Médici

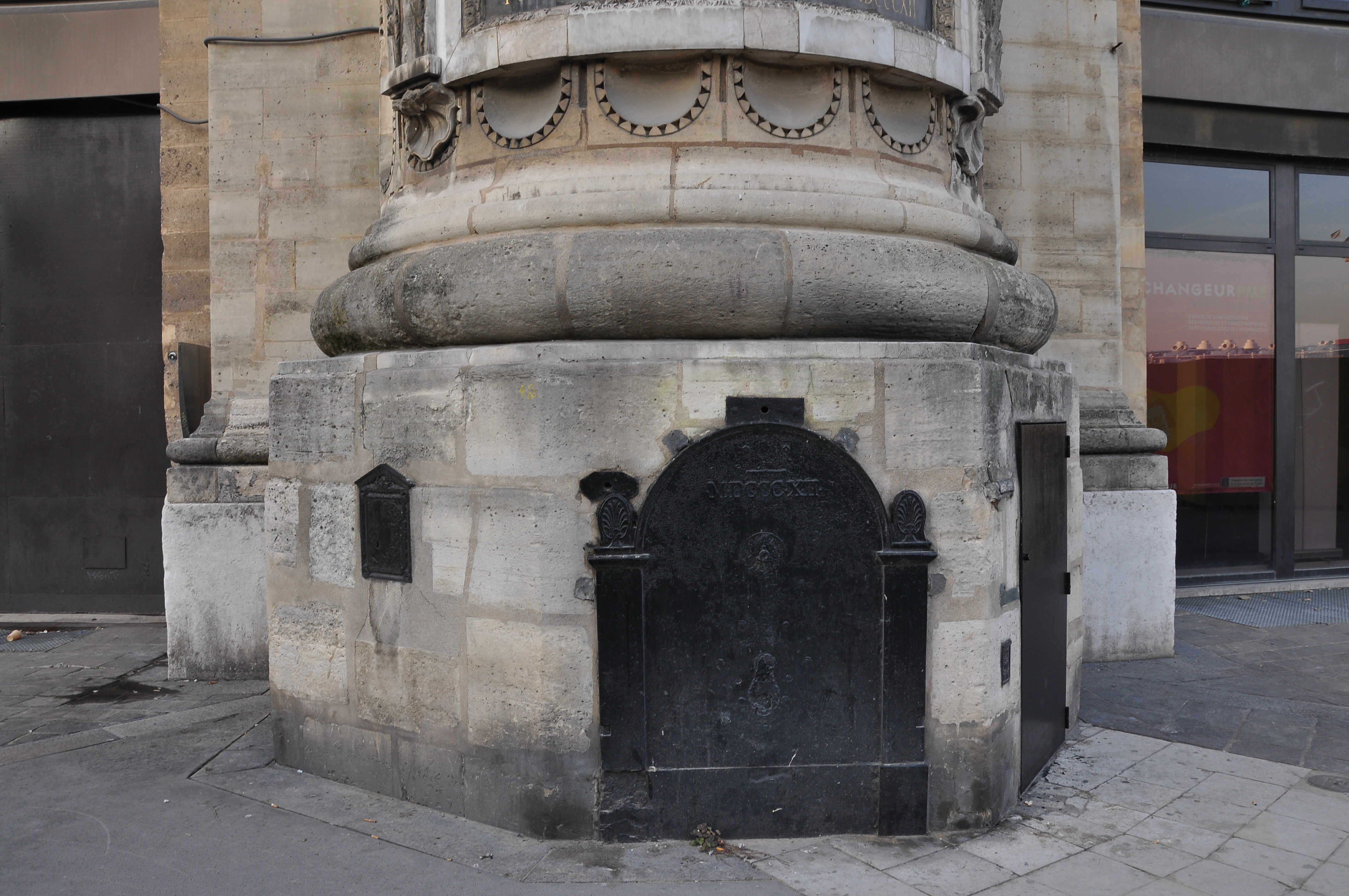
Fuente en la base de la columna
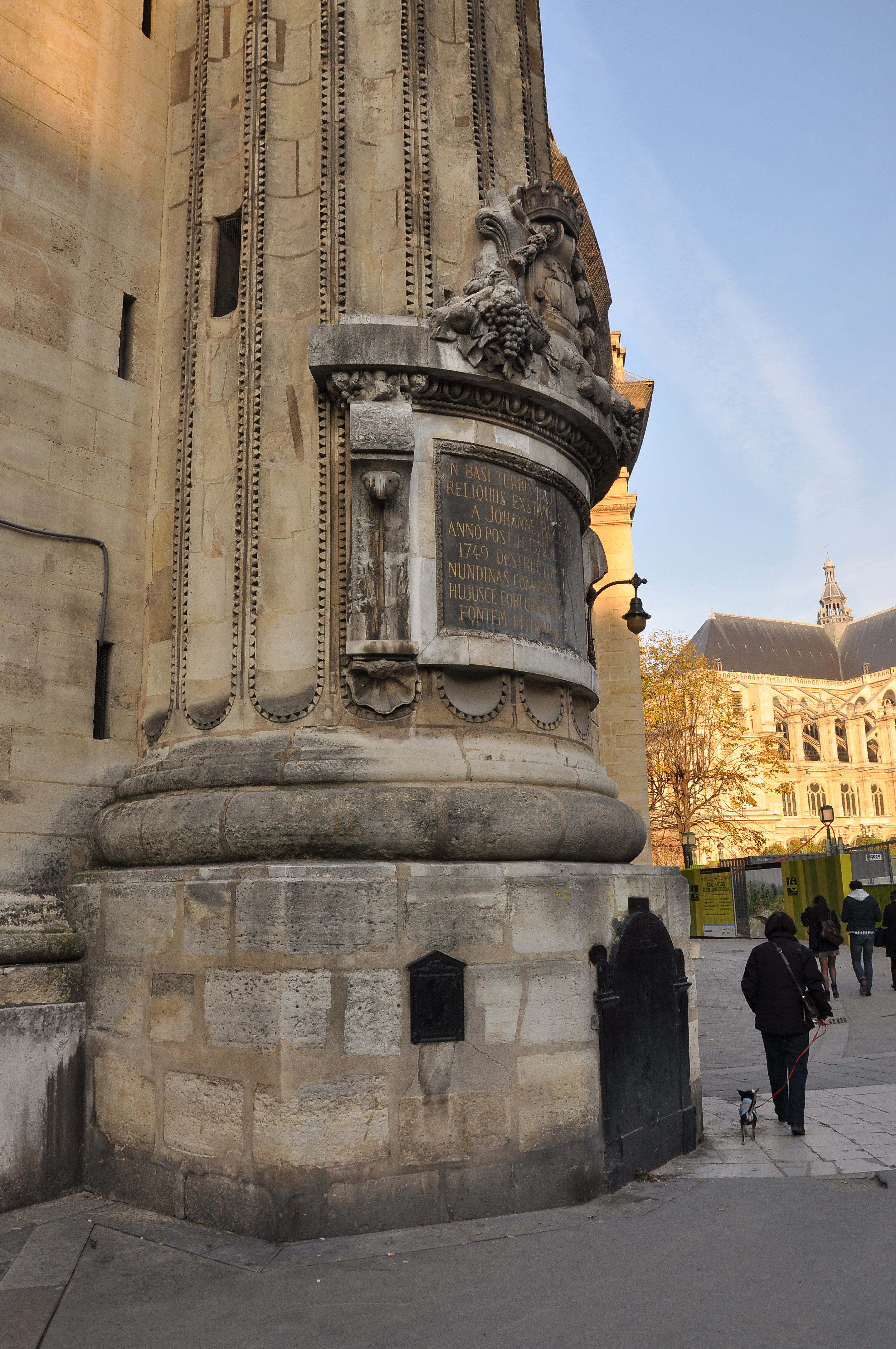
Restos de la fuente y la placa de inscripción
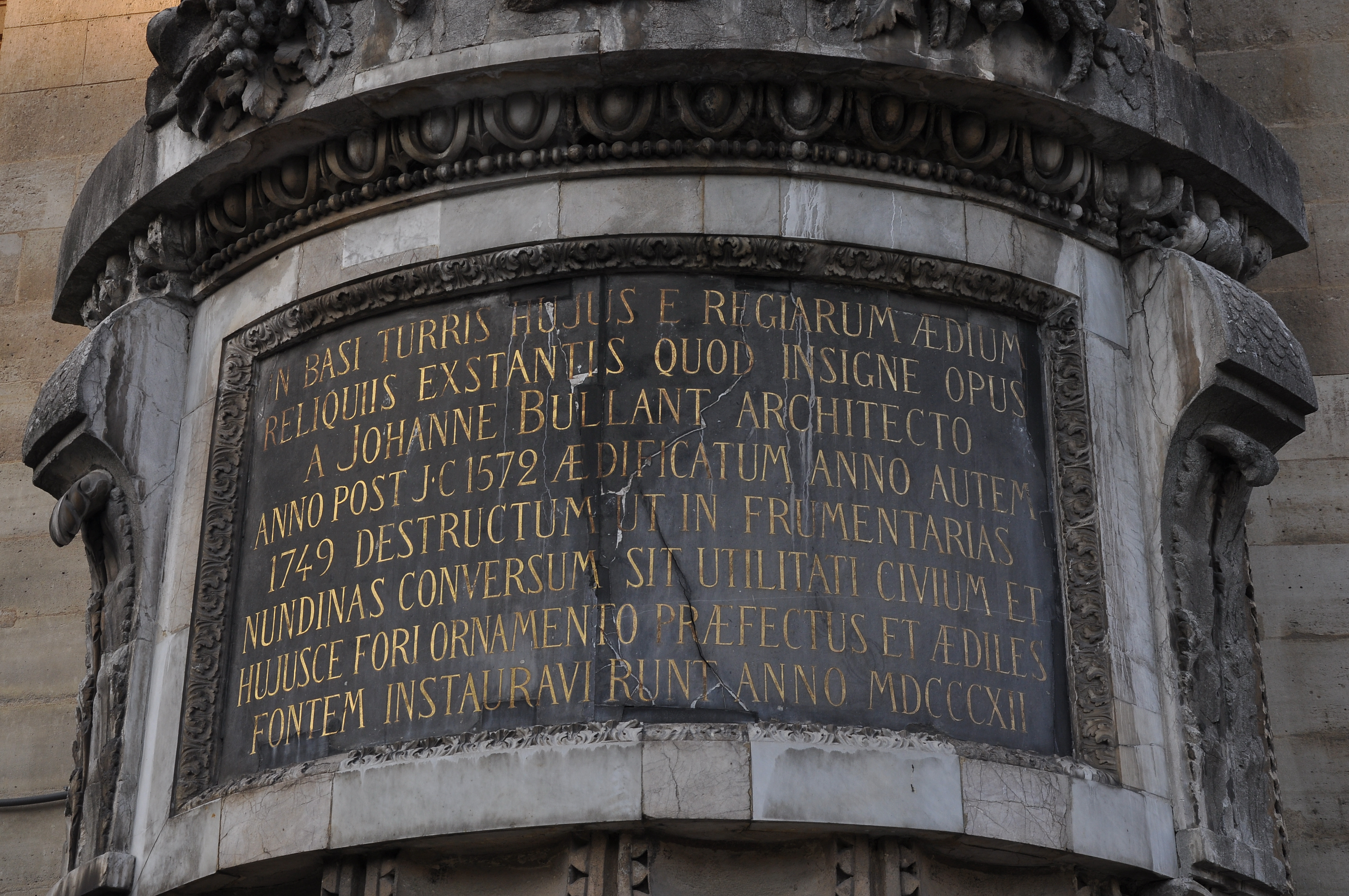
Placa conmemorativa de la construcción de la Columna de los Médici